# Formação Elliot
}}
A Formação Elliot é uma formação geológica e faz parte do Grupo Stormberg, o grupo geológico superior que compreende o grande Supergrupo Karoo. Afloramentos da Formação Elliot foram encontrados no norte do Cabo Oriental, no sul do Estado Livre e nas províncias orientais de KwaZulu-Natal, na África do Sul. Afloramentos e exposições também são encontrados em várias localidades do Lesoto, como Qacha's Neck, Hill Top, Quthing e perto da capital, Maseru. A Formação Elliot é ainda dividida nas formações Elliot inferior e superior para diferenciar diferenças sedimentológicas significativas entre essas camadas. A Elliot Inferior tem idade predominantemente do Triássico Superior (Noriano-Hettangiano), enquanto a Elliot Superior é principalmente do Jurássico Inferior (Sinemuriano-Pliensbachiano) e é provisoriamente considerado como preservando um registro continental da fronteira Triássico-Jurássico no sul da África. Esta formação geológica tem o nome da cidade de Elliot, no Cabo Oriental, e sua localidade estratotípica está localizada em Barkly Pass, 9 km ao norte da cidade.

## Paleontologia
A Formação Elliot é bem conhecida por seus diversos fósseis de dinossauros. A espécie de dinossauro mais comum é da espécie sauropodomorfa Massospondylus carinatus. Outras espécies incluem Blikanasaurus cromptoni, Aardonyx celestae, Euskelosaurus browni, Antetonitrus ingenipes, Pulanesaura eocollum, e o maior sauropodomorfo já encontrado, Ledumahadi mafube. Ovos fossilizados de Massospondylus, alguns com restos fossilizados de embriões intactos, foram recuperados de depósitos UEF no Parque Nacional Golden Gate Highlands. Fósseis de Euskelosaurus são mais comuns no LEF, enquanto Massospondylus são encontrados apenas no UEF. Os dinossauros ornitísquios basais, Heterodontosaurus tucki, Lesothosaurus diagnosticus, Abrictosaurus consors e Lycorhinus angustidens também foram recuperados da UEF. Além disso, esta formação produziu várias espécies de crocodilomorfos, nomeadamente Litargosuchus leptorhynchus, Sphenosuchus acutus e Orthosuchus stormbergi. Um grande dinossauro terópode, Dracovenator regenti, foi encontrado na UEF. Os sinapsídeos da formação incluem o dicinodonte Pentasaurus goggai o cinodonte triteledontídeo Elliotherium kersteni e a forma mamífera Megazostrodon rudnerae. Descobertas mais recentes de fósseis devertebrados perto da cidade de Qhemegha, no Cabo Oriental, renderam possível material fóssil de um pseudosuchiano poposauróide. Os argilitos do LEF às vezes produzem madeira petrificada, matéria vegetal fóssil, crustáceos, peixes e tartarugas, enquanto os arenitos da Formação Elliot superior contêm mais frequentemente vários vestígios de fósseis. Estas incluem pegadas de vertebrados de dinossauros ornitísquios basais encontrados nos distritos de Leribe, Mafeteng e Mohales Hoek, no Lesoto. Possíveis rastros do dicinodonte Pentasaurus foram encontrados na colina Morobong, no distrito de Mohales Hoek, no Lesoto.